# Pero geminipuncta
Pero geminipuncta är en fjärilsart som beskrevs av W. Warren 1905. Pero geminipuncta ingår i släktet Pero och familjen mätare. Inga underarter finns listade i Catalogue of Life.